# Argentina nos Jogos Sul-Americanos
A Argentina é uma das nações que tem participado dos Jogos Sul-Americanos desde a sua primeira edição realizada em La Paz, capital da Bolívia, em 1978. O país possui sete títulos no quadro de medalhas deste evento, tendo sido superado em quatro edições destes jogos, sendo duas destas ocasiões para o Brasil (2002 e 2014) e duas para a Colômbia (2010 e 2018). 
A nação é representada pelo Comitê Olímpico Argentino, tendo sido a anfitriã em duas ocasiões, nas edições de 1982 e 2006.

## Delegação
Em Santiago-2014, a Argentina contou com um total de 515 atletas em sua delegação, sendo superada apenas pelos anfitriões chilenos em tal ocasião.
Tal fato ocorreu novamente em Cochabamba-2018, quando o total de desportistas argentinos (534) foi superado unicamente pelos anfitriões bolivianos (617).

## Quadro de medalhas
Segue-se, abaixo, o histórico da Argentina nos Jogos Sul-Americanos.
| Ano   | Nação     | Cidade       | Posição | Ouro | Prata | Bronze | Total |
| 1978  | Bolívia   | La Paz       | 1/8     | 91   | 53    | 45     | 189   |
| 1982  | Argentina | Rosario      | 1/10    | 114  | 92    | 66     | 272   |
| 1986  | Chile     | Santiago     | 1/10    | 80   | 44    | 45     | 169   |
| 1990  | Peru      | Lima         | 1/10    | 68   | 73    | 46     | 187   |
| 1994  | Venezuela | Valencia     | 1/14    | 105  | 61    | 52     | 218   |
| 1998  | Equador   | Cuenca       | 1/14    | 101  | 60    | 74     | 235   |
| 2002  | Brasil    | Brasil       | 3/14    | 76   | 89    | 80     | 245   |
| 2006  | Argentina | Buenos Aires | 1/15    | 107  | 96    | 89     | 292   |
| 2010  | Colômbia  | Medellín     | 4/15    | 57   | 73    | 107    | 237   |
| 2014  | Chile     | Santiago     | 4/14    | 46   | 57    | 56     | 159   |
| 2018  | Bolívia   | Cochabamba   | 4/14    | 42   | 60    | 63     | 165   |
| 2022  | Paraguai  | Assunção     |         |      |       |        |       |
| Total | Total     |              |         | 887  | 758   | 723    | 2368  |

## Desempenho
Por sete vezes, sendo seis delas consecutivas, a Argentina terminou os Jogos na liderança do quadro de medalhas. Seus maiores recordes foram obtidos nas duas vezes em que sediou este evento, sendo eles o do total em medalhas de ouro obtidas (114 em 1982) e na quantidade de pódios conquistados (292 em 2006). 
O quarto posto em Medellín-2010 foi a mesma colocação obtida no quadro de medalhas pela Argentina nas duas edições seguintes, em 2014 (que o país teve seu menor número de pódios conquistados, sendo 159 ao todo) e 2018.